# Justus Möser

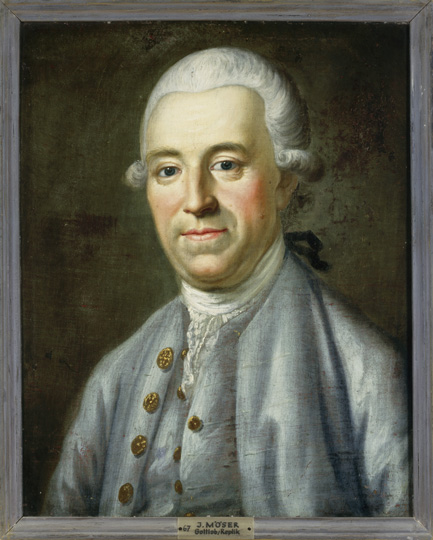
Justus Möser, Gemälde von Ernst Gottlob, 1777, Gleimhaus Halberstadt

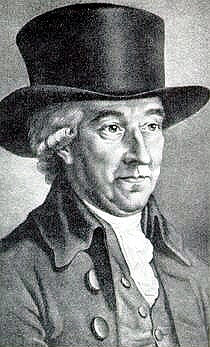
Justus Möser

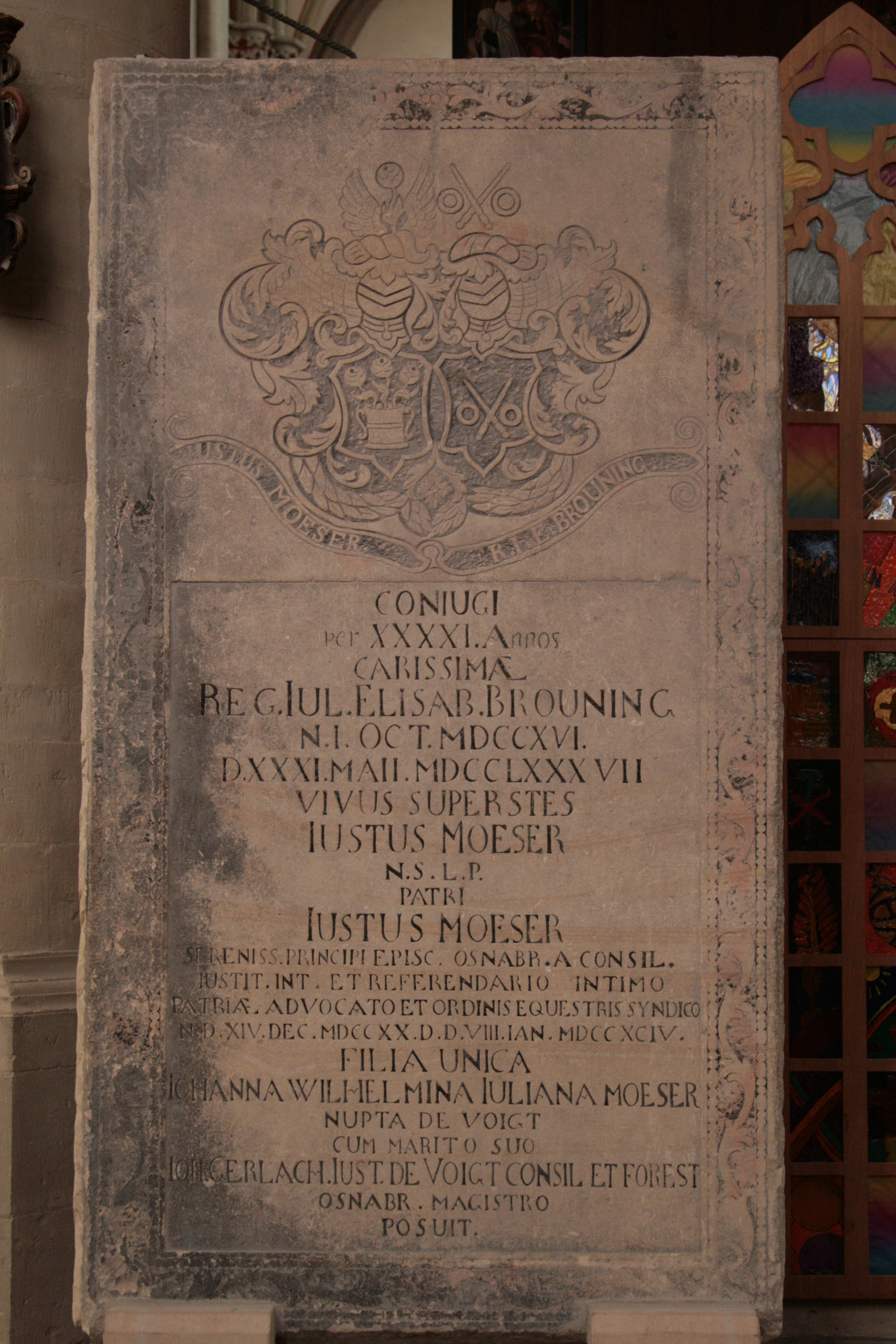
Grabplatte Justus Möser, St. Marien, Osnabrück, 2009

Justus Möser (* 14. Dezember 1720 in Osnabrück; † 8. Januar 1794 ebenda) war ein deutscher Jurist, Staatsmann, Literat und Historiker.

## Leben
Möser wuchs in Osnabrück auf, wo sein Vater Kanzleidirektor war, und studierte – nach dem Besuch des Ratsgymnasiums – ab 1740 in Jena und ab 1742 in Göttingen die Rechte und die Schönen Wissenschaften. 1743 wurde er in Osnabrück Sekretär der Landstände und ließ sich 1744 als Rechtsanwalt nieder. Sein energisches Auftreten gegen die Willkürlichkeiten des damaligen Statthalters von Osnabrück fielen auf, so dass er zum Advocatus patriae (zum Anwalt des Staats in Rechtsstreitigkeiten) ernannt wurde. Seit 1755 vertrat er zugleich als Syndikus die Rechte der Ritterschaft, 1768 wurde er Geheimer Referendar. Aufgrund dieser Stellung hatte er bis zu seinem Lebensende hohen Einfluss auf alle Angelegenheiten des Hochstifts Osnabrück. 1743 wurde er Geheimer Justizrat. Ab 1763 führte er die Regentschaft für den zunächst minderjährigen, später sich laufend im Ausland aufhaltenden Fürstbischof von Osnabrück, Friedrich Herzog von York.
Mösers wichtigste Lebensleistung ist seine juristische Arbeit. Thematisch befasste er sich unter anderem mit dem Umbruch der Justiz- und Staatengeschichte.
Auch das schriftstellerische Werk Mösers ist vielfältig: In zahlreichen Schriften äußerte er sich über Politik, Geschichte, Theater und Literatur und leistete einen überaus wichtigen Beitrag zur deutschen Geistesgeschichte in der Zeit der Aufklärung. Als „ständischer Dichter“ ist er vor allem durch seine „Patriotischen Phantasien“ in Erinnerung. Lessing, Herder und Goethe fanden lobende Worte für die Arbeiten des Publizisten, zu dessen politischen Idealen ein freier, in seinem Eigentum gesicherter und durch Selbstverwaltung am politischen Leben mitwirkender Bauern- und Bürgerstand zählte (deren Stellung er unter anderem in seiner „Aktientheorie“ begründete). So bezeichnete ihn Goethe als den „Patriarchen von Osnabrück“.
Möser griff die Bühnenreform von Johann Christoph Gottsched an und setzte sich kritisch mit der Anakreontik auseinander. 1781 kritisierte er die einseitige Verurteilung der deutschen Literatur durch Friedrich II. von Preußen. In seinem Spätwerk war Möser beim Sturm und Drang angelangt.
Als Publizist erhielt Möser den Beinamen „Vater der Volkskunde“, weil er unzählige Beiträge über Volkskunde und Brauchtum verfasst hatte. 1766 gründete er die „Wöchentlichen Osnabrückischen Intelligenzblätter“, die er bis 1782 leitete und bis 1792 mit Beiträgen versorgte. Sein Nachfolger dort wurde Heinrich August Vezin. Aus den für diese Zeitschrift verfassten Abhandlungen stellte Möser 1774 eine Auswahl unter dem Gesamttitel „Patriotische Phantasien“ zusammen. Diese Aufsätze sind Muster populärer Behandlung verschiedenartiger Themen, kleine Abhandlungen, wie „Harlekin, oder Verteidigung des Grotesk-Komischen“ oder „Über die deutsche Sprache und Literatur“. Herausragendes historisches Werk war 1768 seine „Osnabrückische Geschichte“, die er zu Zeiten des Siebenjährigen Kriegs begann.
Als Historiker vertrat er eine organische Geschichtsauffassung, wobei er seinen Fokus weg von einzelnen Personen auf historische Strukturen lenkte. Dabei wandte er sich gegen die Tendenzen der Aufklärung, später auch der Französischen Revolution. Der Historiker Klaus W. Epstein charakterisierte ihn als Personifikation des vorrevolutionären Status-quo-Konservativismus. Möser beeinflusste die Entwicklung des deutschen Nationalismus.
In seinen Schriften definiert Möser den Staat anders als seine Zeitgenossen. Der Staat sei kein Territorium, sondern eine Art Aktiengesellschaft, von der jeder einen Teil Land oder Geld erwerbe und im Gegenzug Teilhabe und Mitwirkungsrechte erlange. Ein Patriot sei weniger der, der für sein Land in die Schlacht ziehe, als der, der dessen „Flor“ (Blüte) in Ackerbau, Gewerbe und Handel fördere.
Seine Grabplatte befindet sich in der Kirche St. Marien an der Südseite unter dem Fenster des Malers Johannes Schreiter. 1836 wurde sein von Friedrich Drake geschaffenes Denkmal auf dem Domhof zu Osnabrück aufgestellt. Mösers Geburtshaus steht am Markt, es wurde im Zweiten Weltkrieg zerstört und ist wieder aufgebaut. Mösers Wohnhaus an der Hakenstraße 11, in dem er die letzten 19 Jahre seines Lebens verbrachte, stand auf einem Teil des Grundstückes, auf dem 1902 die evangelische Bürgerschule errichtet wurde. Sie erhielt im Jahr 1927 den Namen Möser-Mittelschule.

## Privates
1746 heiratete er Juliane Elisabeth Brouning, mit der er die Tochter Jenny und den Sohn Johann Ernst Justus (* 1753; † 1773) hatte.

## Nachleben
Die „Justus-Möser-Gesellschaft“ wurde 1987/88 mit dem Ziel gegründet, Leben und Werk Mösers einer breiten, nicht nur literarisch interessierten Öffentlichkeit im In- und Ausland zugänglich zu machen. Die Gesellschaft ist eine Sektion im Verein für Geschichte und Landeskunde von Osnabrück.
Die von 1988 bis 2004 bestehende die „Justus-Möser-Dokumentationsstelle“ an der Universität Osnabrück hatte es übernommen, Leben und Werk dieser bedeutenden Persönlichkeit des 18. Jahrhunderts nachzuzeichnen. Hier entstanden u. a. zum 200. Todestag Mösers die Ausstellung „Patriotische Phantasien – Justus Möser 1720–1794. Aufklärer in der Ständegesellschaft“, zu der unter gleichem Titel ein Katalogband erschien sowie ein filmisches Porträt unter dem Titel „Das Ähnlichste, was man von Möser hat“ entstand.
Im Gedenken an die Verdienste Justus Mösers verleiht die Stadt Osnabrück die Justus-Möser-Medaille an Personen, die sich um Osnabrück oder die Region verdient gemacht haben.

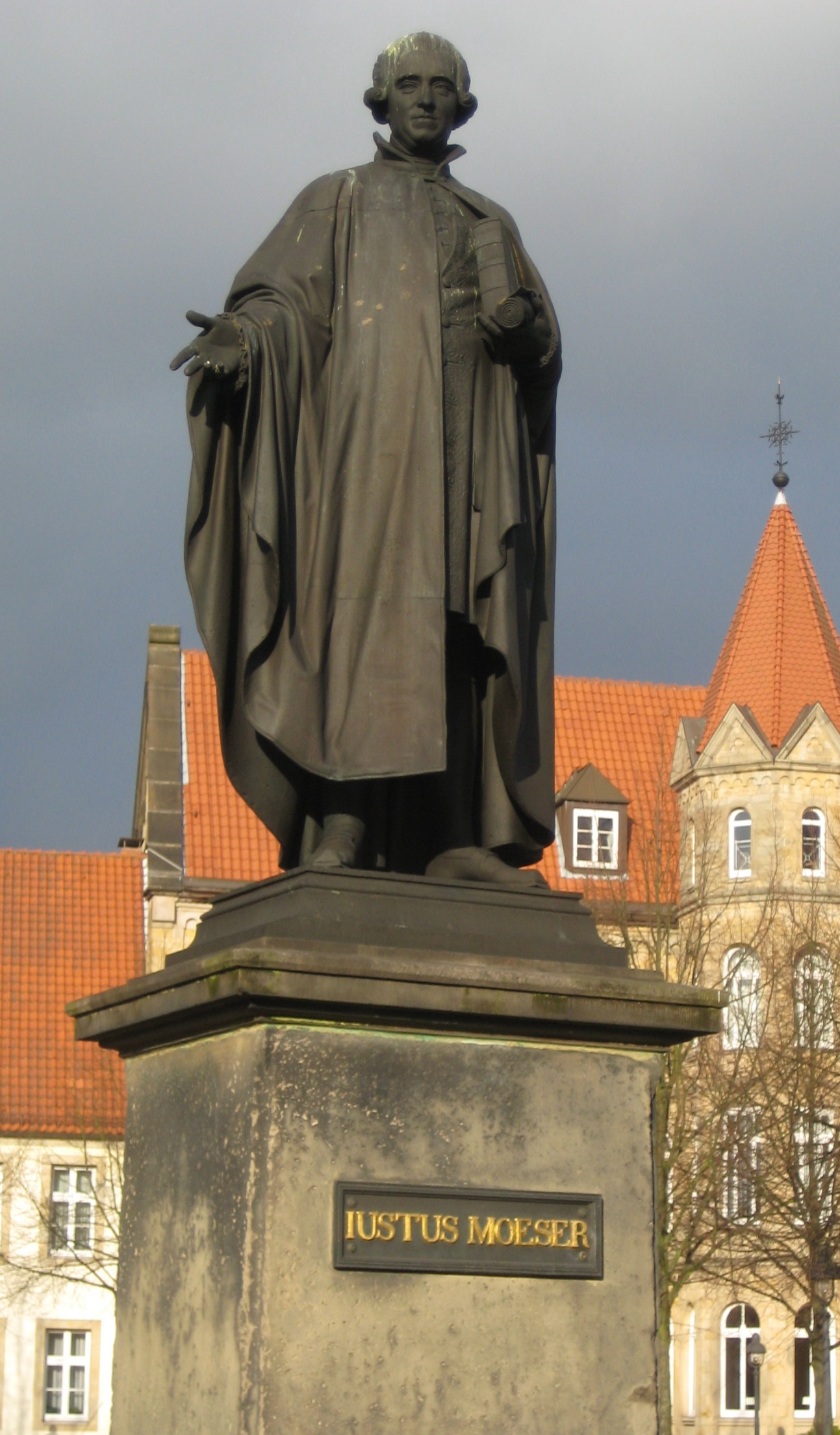
Denkmal von Friedrich Drake in Osnabrück, 1836 enthüllt

Schüler der MINT-AG der Möser-Realschule am Westerberg haben im Schuljahr 2012/2013 ein Geocache erstellt. Der Multi-Cache führt über interessante Stationen Justus Mösers in Osnabrück – jeweils mit kleiner Erklärung und Rätsel in der Stationsbeschreibung.
Seit September 2015 veröffentlicht die regionale Online-Zeitung Hasepost wöchentlich einen Artikel der Serie „Mösers Meinung“. In dieser äußert ein unbekannter Autor unter dem Pseudonym Justus Möser seine Meinung zu aktuellen Themen aus Osnabrück.

### Denkmal
Durch Vermittlung des Bildhauers Christian Daniel Rauch erhielt der noch junge Bildhauer Friedrich Drake den Auftrag des „Möser-Vereins“, für Osnabrück eine Kolossalstatue Justus Mösers zu schaffen. Das Denkmal wurde am 12. September 1836 auf der Großen Domsfreiheit feierlich enthüllt.

### Plätze, Straßen, Wege und Gebäude
2002 würdigte die Stadt Bramsche Mösers Verdienste um das Tuchmacherwesen durch die Benennung eines Platzes und eines Weges nach seinem Namen.
- Eine „Justus-Möser-Straße“ gibt es in Melle und Warendorf.
- Einen „Justus-Möser-Weg“ gibt es in Bramsche und Schwerte.
- Einen „Justus-Möser-Platz“ gibt es in Bramsche
- Eine „Möserstraße“ ist in Berlin, Bramsche (seit 2002), Essen (seit 16. Mai 1902), Gießen, Osnabrück (seit 1866) und Panketal zu finden.
- „Möserweg“ in Bad Waldsee, Münster in Westfalen
- Die Stadt Osnabrück hat 1927 eine Schule nach Justus Möser benannt. Seit 2004 heißt sie Möser-Realschule am Westerberg.

## Schriften
- Harlekin oder Vertheidigung des Groteske-Komischen. 1761 (Digitalisat); neue verbesserte Auflage: Cramer, Bremen 1777 (Digitalisat).
- Osnabrückische Geschichte: Allgemeine Einleitung. Schmid, Osnabrück 1768 (Digitalisat, Digitalisat und Volltext im Deutschen Textarchiv)

neue vermehrte und verbesserte Auflage (in 2 Theilen): Nicolai, Berlin/Stettin 1780 (Digitalisat); 3. Theil (aus dem Nachlass): Nicolai, Berlin/Stettin 1819 (Digitalisat).
- Schreiben an den P.J.K. in W... den ersten Schritt zur künftigen Vereinigung der Evangelischen und Catholischen Kirche betreffend.  bey Philipp Heinrich Perrenon, Frankfurt und Leipzig 1780 (Digitalisat)
- Patriotische Phantasien (1.1775–4.1786). (Digitalisat und Volltext im Deutschen Textarchiv Bd. 1, Digitalisat und Volltext im Deutschen Textarchiv Bd. 2, Digitalisat und Volltext im Deutschen Textarchiv Bd. 3, Digitalisat und Volltext im Deutschen Textarchiv Bd. 4).
- Die Tugend auf der Schaubühne oder Harlekins Heirath: Ein Nachspiel in Einem Aufzuge. Nicolai, Berlin/Stettin 1798 (Digitalisat).
- Gesellschaft und Staat. Eine Auswahl aus seinen Schriften (= Der deutsche Staatsgedanke. Reihe 1: Führer und Denker. Bd. 3). Herausgegeben und eingeleitet von Karl Brandi. Drei Masken, München 1921 (Digitalisat).
- Sämtliche Werke. Historisch-kritische Ausgabe in 14 Bänden (in 16 Teilen). Stalling, Oldenburg/Osnabrück 1943–1990, ISBN 3-87898-255-0.
- Briefwechsel (= Veröffentlichungen der Historischen Kommission für Niedersachsen und Bremen. Bd. 21). Neu bearbeitet von William F. Sheldon in Zusammenarbeit mit Horst-Rüdiger Jarck. Hahn, Hannover 1992, ISBN 3-7752-5871-X.
- Lesebuch Justus Möser. Zusammengestellt von Martin Siemsen. Aisthesis, Bielefeld 2017, ISBN 978-3-8498-1220-1